# Cariacu
O cariacu, veado-da-virgínia, veado-galheiro ou veado-de-cauda-branca (Odocoileus virginianus) é uma espécie de veado encontrado do sul do Canadá ao norte do Brasil. Estes animais chegam a medir até 2 metros de comprimento e 1 metro de altura, com pelagem dorsal avermelhada, garganta e barriga brancas e chifres ramificados.

## Taxonomia

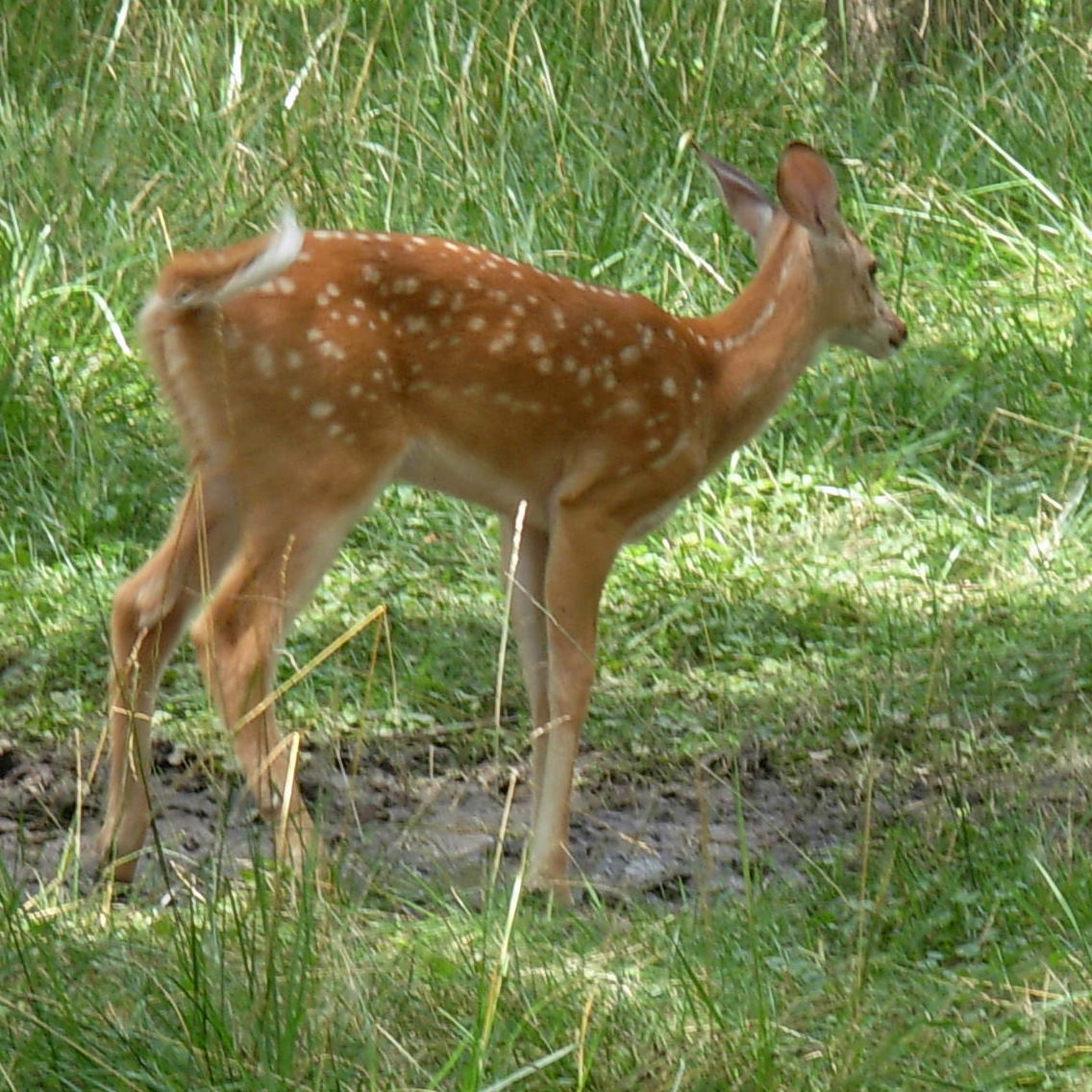
Veado agitando sua cauda branca.

Até recentemente, alguns autores tentaram dividir O. virginianus em várias subespécies, baseando-se em caracteres morfológicos. Estudos moleculares, entretanto, sugerem que há menos subespécies do que é proposto. Nos Estados Unidos, O. virginianus virginianus é a subespécie mais difundida. A variabilidade genética é muito grande dentro da espécie e ela é adaptável a vários ambientes. Várias populações locais, especialmente em estados do sul, são descendentes de animais translocados de várias localidades do leste da Divisória Continental da América do Norte.
A América Central e Sul possuem um complexo número de subespécies de cariacu, que ocorrem desde a Guatemala até o Peru. A lista de subespécies é maior do que das que ocorrem na América do Norte e essa quantidade também é questionável. Entretanto, as populações de cariacu são difíceis de estudar, devido à caça excessiva. Algumas áreas já não possuem mais populações da espécie, o que dificulta o estabelecimento de estudos genéticos.

### Subespécies

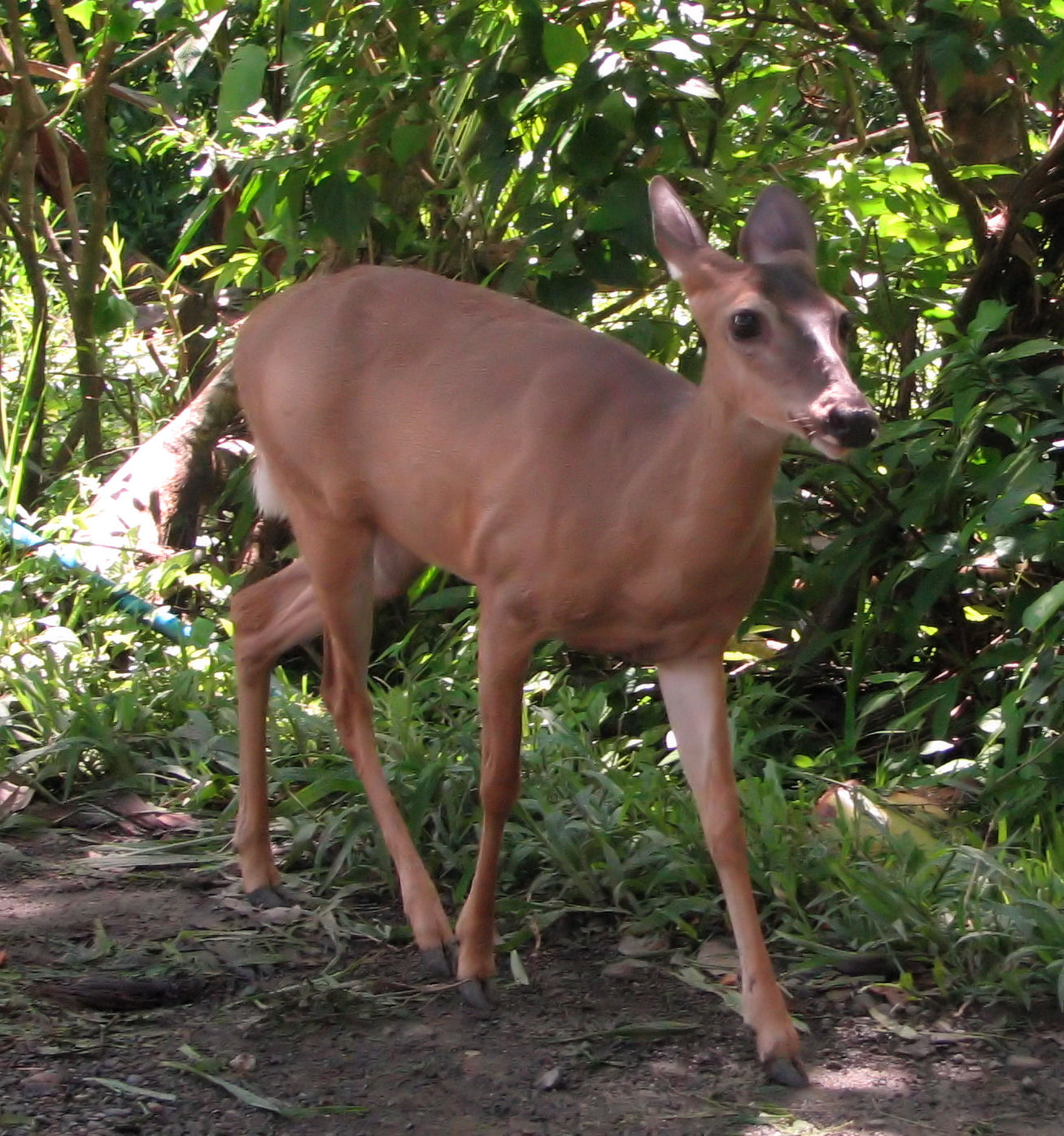
O. v. truei, fêmea, Costa Rica

Algumas subespécies:
- O. v. virginianus – ocorre na Virgínia
- O. v. acapulcensis – (sul do México)
- O. v. borealis – Ocorre ao norte dos Estados Unidos (maior e mais escura subespécie)
- O. v. cariacou – (Guiana Francesa e norte do Brasil)
- O. v. carminis
- O. v. chiriquensis – Panamá
- O. v. clavium – Florida Keys
- O. v. couesi – Arizona
- O. v. curassavicus – Curaçao
- O. v. dacotensis – Dakota
- O. v. goudotii – (Colômbia (Andes) e oeste da Venezuela)
- O. v. gymnotis – norte da Venezuela, incluindo os Llanos
- O. v. hiltonensis
- O. v. idahoensis – oeste do Canada, Idaho, leste de Washington)[4]
- O. v. leucurus – Oregon e costa oeste dos Estados Unidos
- O. v. macrourus – Kansas
- O. v. margaritae – ilha de Margarita
- O. v. mcilhennyi – Louisiana
- O. v. mexicanus – centro do México
- O. v. miquihuanensis – centro do México
- O. v. nelsoni – sul do México e Guatemala
- O. v. nemoralis – América Central, desde o golfo do México até o Suriname
- O. v. nigribarbis
- O. v. oaxacensis – sul do México
- O. v. ochrourus –
- O. v. osceola – litoral da Flórida
- O. v. peruvianus – sul do Peru e possivelmente, Bolívia)
- O. v. rothschildi – ilha Coiba
- O. v. seminolus – Flórida
- O. v. sinaloae – meio-oeste do México
- O. v. taurinsulae
- O. v. texanus – Texas
- O. v. truei – Costa Rica, Nicarágua
- O. v. thomasi
- O. v. toltecus - sul do México)
- O. v. tropicalis – Peru eEquador (possivelmente Colômbia)
- O. v. ustus – Equador (possivelmente sul da Colômbia e norte do Peru)
- O. v. venatorius –
- O. v. veraecrucis – norte de Vera Cruz
- O. v. yucatanensis – península de Yucatán

|  |  |

## Descrição
O pelo deste cervídeo muda de cor e espessura de acordo com as estações do ano. Apresenta pernas fortes que o permitem correr a altas velocidades. Somente os machos apresentam hastes que caem e mudam todos os anos. Apresenta uma cauda branca, que eleva quando pressente algum perigo para poder sinalizar alarme, daí também ser conhecido por veado-de-cauda-branca.

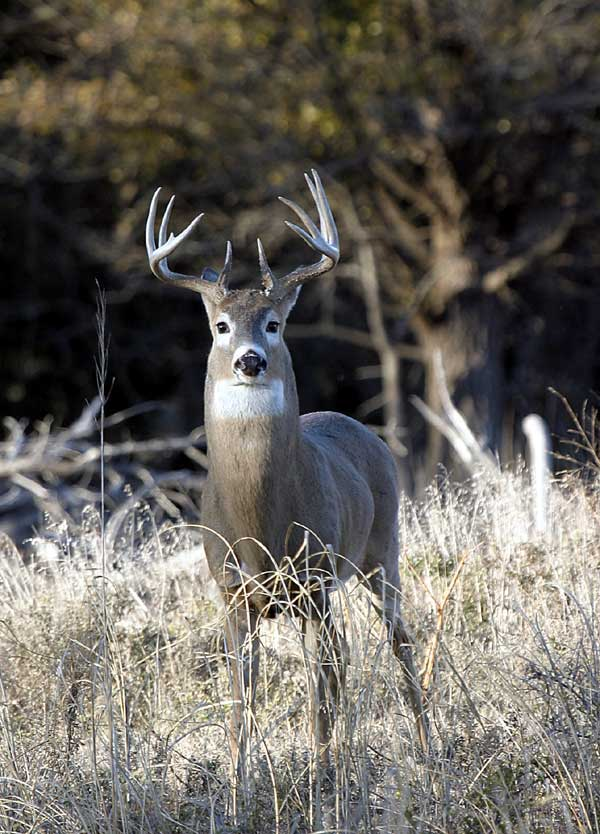
Veado-da-vírginia macho

Estes animais são, por natureza, assustados e estão constantemente em alerta para qualquer perigo que possa haver. Felizmente a sua capacidade de correr a alta velocidade torna-o um alvo difícil para qualquer predador esfomeado, como os lobos.
Os veados-da-virgínia passam a maior parte do tempo à procura de alimento e a pastar e têm por hábito criar grupos familiares (compostos por fêmeas e crias de diferentes idades). Os machos levam uma vida solitário, apesar de ocasionalmente poderem formar pequenos grupos. As pequenas unidades reúnem-se no Inverno.
A época de acasalamento pode ser violenta, pois os machos competem entre si pelo direito de acasalar com as fêmeas.
Os recém-nascidos são capazes de se levantar após algumas horas e de correr após três semanas. Os jovens são desmamados quatro semanas depois, mesmo assim, as crias ficam com a genitora durante dois ou mais anos. Durante o dia as genitoras, deixam os seus filhos sozinhos para evitar de chamar a atenção dos predadores.

## Dieta
A dieta destes animais é composta por diversos tipos de vegetais. Os que vivem nas florestas mais a Leste preferem ervas, cogumelos e, também, rebentos e ramos de árvores. Em condições desérticas mais rigorosas, sobrevivem com plantas mais duras, tais como cactos, iúcas e arbustos. Durante os meses de Inverno, quando as fontes de alimentos são difíceis de encontrar, o veado come ramos e folhas coníferas.

## Distribuição
O veado-da-virgínia vive numa série de hábitats diferentes, desde montanhas a semi-desertos, de pradarias a florestas temperadas e coníferas. A sua distribuição estende-se do Sul do Canadá ao Nordeste Brasileiro, passando pelos EUA e pelo México.